# روبرت بوكانان
روبرت بوكانان (بالإنجليزية: Robert Buchanan)‏ هو لاعب كرة قدم بريطاني (وحمل سابقاً جنسية المملكة المتحدة لبريطانيا العظمى وأيرلندا) في مركز الهجوم، ولد في 1867 في المملكة المتحدة، وتوفي في 21 ديسمبر 1907 في بادنغتون في المملكة المتحدة. شارك مع منتخب اسكتلندا لكرة القدم. أما مع النوادي، فقد لعب مع نادي أرسنال ونادي بيرنلي ونادي ساوثهامبتون وSunderland Albion F.C. ‏ وAbercorn F.C. ‏ وSheppey United F.C. ‏.